# 神楽河岸
神楽河岸（かぐらがし）は、東京都新宿区の町名。住居表示実施済み地域であり、丁目の設定がない単独町名である。

## 地理
神楽河岸は、飯田橋駅の西側に位置するごく狭小な町域を持ち、ほぼ全域を東京都飯田橋庁舎（事務棟）が占める。かつての江戸城の外濠である飯田濠（いいだぼり）があったところで、地名の由来は飯田濠に置かれた神楽河岸による。濠が埋め立てられた跡地には再開発により駅ビル「飯田橋セントラルプラザ」が建つ。このビルは新宿区と千代田区の両方にまたがっている。
飯田橋セントラルプラザは飯田橋駅に直結している。飯田橋セントラルプラザの下層部（1・2階）はショッピング街「飯田橋ラムラ（RAMLA）」となっており、上層部には東京都飯田橋庁舎（事務棟）と住宅棟が造られている。このうち、事務棟は新宿区、住宅棟は千代田区に属しており、住宅棟の人口は神楽河岸の人口には含まれない。また同建物内の千代田区との区境部には「区境（くざかい）ホール」というスペースが設置され、大きなステンドグラスがある。「飯田橋ラムラ」の住所は神楽河岸1-1である。

## 歴史
飯田濠には、地名にもなった神楽河岸と呼ばれる揚場があり、第二次世界大戦後もしばらく使われていた。この揚場は隣の新宿区揚場町の由来にもなっている。しかし1970年代以降の水質汚濁など環境悪化により、飯田濠は埋め立てられ再開発されることになった。
飯田濠の埋め立てと再開発に伴い、1983年（昭和58年）8月6日に濠跡部分の千代田区と新宿区の境界線が変更された。境界変更は両区の面積が変わらないように、千代田区飯田橋四丁目の一部と新宿区神楽河岸の一部を等面積交換する形で実施された。従来は濠の中央が境界だったが、変更後は濠跡の南側が新宿区神楽河岸、北側が千代田区飯田橋となった。これにより、濠跡に建設された飯田橋セントラルプラザの2つの建物のうち事務棟が新宿区、住宅棟が千代田区にそれぞれ属することとなった。
1988年（昭和63年）2月15日、近隣の揚場町などとともに住居表示が実施され、実施後も旧来の町名が残された。
飯田濠の埋め立てと暗渠化には反対運動も起こった。地元の材木店が拠点となってテントが張られたり、また歌手の加藤登紀子がこの保存運動の応援に駆けつけたりした。近年は、今後の再開発計画にかつての飯田濠の水辺環境の再生を採り入れる「飯田橋神楽坂水辺再生構想」も提唱されている。

## 学区
区立小・中学校に通う場合、学区は以下の通りとなる（2018年8月時点）。
- 区域 : 全域
  - 小学校 : 新宿区立津久戸小学校
  - 中学校 : 新宿区立牛込第三中学校

## 事業所
2021年（令和3年）現在の経済センサス調査による事業所数と従業員数は以下の通りである。
- 事業所数 : 42事業所
- 従業員数 : 1,116人

### 事業者数の変遷
経済センサスによる事業所数の推移。
| 年                 | 事業者数 |
| ------------------ | -------- |
| 2016年（平成28年） | 39       |
| 2021年（令和3年）  | 42       |

### 従業員数の変遷
経済センサスによる従業員数の推移。
| 年                 | 従業員数 |
| ------------------ | -------- |
| 2016年（平成28年） | 999      |
| 2021年（令和3年）  | 1,116    |

## その他

### 日本郵便
- 郵便番号 : 162-0823[3]（集配局 : 牛込郵便局[10]）。